# Ferrari Mondial
Ferrari Mondial е 2+2 купе автомобил произвеждан от Ферари от 1980 г. до 1993 г. Mondial заменя 208/308 GT4.
Името на моделът идва от състезателния автомобил 500 Mondial от началото на 50-те години на XX век. Въпреки че предешственикът му е с дизайн от Бертоне, Mondial довежда завръщането на Пининфарина като дизайнери на купето. Автомобилът е продаван като средноразмерно купе, а след време и като кабриолет. Ferrari Mondial e заченат като „използваем“ модел, предлагайки практичността на 4-местно купе и спортният дух на Ферари. Автомобилът има малко по-висок покрив от събратята си, като има по една дълга врата от всяка страна, която да доставя лесен достъп и голямо пространство в интериорът; относително добро място за задните пътници; цялостната видимост от автомобилът е била съвършена.
Mondial е произвеждан в сравнително големи бройки за Ферари. Моделът има повече от 6800 произведени бройки за 13-годишното си производство и един от най-продаваните модели на Ферари. Купето на автомобилът не е било произведено на базата на монокок както при обикновен автомобил. Дизайнът на стоманената обвивка е бил направен от компанията Кароцерия Скаглиети, която се намира близо до Модена. Купето е произведено на базата на стоманена пространствено носеща рама. Капаците на двигателя и багажника са направени от леки сплави. Седалките и интериорът са направени от Конъли Ледър и контрастират с цвета на купето. Повечето коли били боядисани в червено (росо), но някои са били черни или сребристи, а някои тъмно сини.
Mondial е първият автомобил на Ферари, в който цялото отделение, в което се намира двигателят, предавателната кутия и задното окачване са монтирани на една махаща се стоманена подрамка, правейки махането на двигателя за големи ремонти или махането на цилиндровите глави доста по-лесно, отколкото е било на предишни модели. Необичайно, ръчната спирачка се намира между шофьорската седалка и шофьорската врата.
Вместо конвенционалната H шарка на скоростите, предавателната кутия е от тип „кучешки крак“. При нея първата предавка се намира наляво и надолу, под задната предавка. Тази шарка на превключване позволява по-бързи превключвания между втора и трета предавка, както и между четвърта и пета.

## Mondial 8
Mondial е представен като Mondial 8 на автосалонът в Женeва през 1980 г. 
Моделът е първият автомобил на Ферари, който да не използва познатата политика за именуване на автомобили с 3-цифрени числа. От гледна точка на производителност Mondial получава малко критика от автомобилната преса и използва конфигурация от средно разположен двигател и задно предаване. Bosch K-Jetronic горивна инжекция и V8 двигател, който преди това е бил използван във 308 GTBi/GTSi, монтиран напречно. Системата за горивна инжекция е механична с помпа с високо налягане, която впръсква струя от гориво непрекъснато в инжекторите; няма компютър който да управлява процесът, само няколко релета, които се използват за студени стартове и други. Шасито е базирано също на 308 GT4, но с увеличено междуосие със 100 мм, правейки го 2650 мм. Окачването е класическо оформление от 5-точково окачване с неравна дължина и амортисьори на Кони.
Mondial 8 е считан за един от „най-практичните“ автомобили, заради своите 217 к.с., добро задвижване, четири седалки и относително ниска цена за поддръжка (големи ремонти могат да се извършват и без премахване на подрамката на двигателя и предавателната кутия).

## Mondial Quattrovalvole
Първият двигател Mondial, въпреки DOHC дизайна си, е бил само с два клапана на цилиндър. През 1982 г. Quattrovalvole (от италиански четири клапана) или QV представя глави с по 4 клапана за цилиндър. Горивната камера е проектирана от части на двигатели от Формула 1 от ранните 80-те години на XX век. Отново двигателят е споделен с други два известни модела на Ферари – 308 GTB/GTS QV, който предоставя доста по-респектиращите 243 к.с.

## Mondial Cabriolet
Кабриолетът е добавен като тип купе през 1983 г. Видът на купето остава същият като купе варианта, но задните седалки на кабриолета са поставени по-близо странично една до друга. Представянето на кабриолета донася на Mondial скок в популярността, особено на американския пазар, където кабриолетите са доста популярни. Mondial Cabriolet e единственият 4-местен кабриолет със средно разположен двигател и задно задвижване в серийно производство.

## 3.2 Mondial
Както новото 328 GTB, двигателят на Mondial е с увеличен работен обем до 3.2 литра (3185 куб. см) за 1985 г. Мощността на двигателя вече е нараснала на 270 к.с.
3.2 Mondial се предлага във вариант купе и кабриолет, а дизайнът на купето е подновен с нови брони, боядисани в цвета на купето и подобно на Ferrari 328 с повече вградени индикатори и светлини. Също така са добавени и нови джанти. Моделът е претърпял и голямо обновление на интериорът с нов ергономичен дизайн и по-заоблени аксесоари. По-новите модели (от 1987 година нататък) автомобилите са били оборудвани с антиблокираща система на спирачките. Горивната инжекция остава предимно механична с Bosch K-Jetronic с кислороден сензор в тръбата за изходни газове, който да доставя информация на сравнително прост компютър, който да контролира обагатенноста на горивната смес при необходимост. Системата за запалване е била Marelli Microplex с електрическо управление и по една дистрибуторна капачка за всяка банка с цилиндри на V8 двигателя. 3.2 Mondial от 1988 г. е последният модел, който запазва сравнително ниската си цена на поддръжка заради 308/328 задвижването, позволявайки важни компоненти като ангренажния ремък и съединителя да се сменят докато задвижващите компоненти са в купето.

## Mondial t
Последното обновление на Mondial е от 1989 г. и се нарича Mondial t (купе и кабриолет). Промените в тази итерация са били наистина големи. Списанието Road & Track казва за автомобилът, че е ново поколение от V8 модели на Ферари. Дизайнът на моделът е още веднъж променен, а най-видимата промяна е преработването на отворите за въздух към по-малка изчистена и правоъгълна форма. Дръжките на вратите са също видимо различни и заедно с броните получават цвета на купето, а около основата на купето е добавена черна лента.
Буквата 't' в името е била поставена към името на модела за да акцентира факта, че новият двигател е монтиран по дължина, за разлика от предишните модели, където той е бил монтиран по ширина. Предавателната кутия е запазила напречното си положение. По този начин предавателната кутия и двигателя образуват форма, наподобяваща буквата 'T'. Този начин на монтиране е позволил по-дълъг двигател да бъде поместен по-ниско в шасито, подобрявайки управлението на автомобила значително, заради ниския център на тежестта. Тази конфигурация (наричана още 'T' конфигурация) е използвана и в автомобилите във Формула 1 на Ферари през 80-те години на XX век и остава запазена марка за всички бъдещи модели на компанията със средно разположени V8 двигатели, започвайки от Ferrari 348, което е било представено по-късно през същата година. Напречно разположената предавателна кутия е била свързана към диференциал с ограничено приплъзване с многодисков двоен съединител и конични зъбни колела, задвижващи колелата. По-късно в производството на модела се добавя и полуавтоматична скоростна кутия, наречена Valeo, която е била налична като опция. При тази предавателна кутия предавките се превключват по конвенционален начин със скоростен лост, но съединителят е задействан автоматично без педал за съединителя. Двигателят е увеличил работния си обем на 3.4 литра (3405 куб. см) и мощността е увеличена на 304 к.с. Също така електронният управляващият модул на двигателя е бил сменен със Bosch Motronic DME 2.5 (по-късно DME 2.7). Този модул обединил горивната инжекция и контрола върху запалването на цилиндрите в едно. Два от тези модули са били използвани в Mondial t: по един за всяка банка цилиндри. Системата за смазването на двигателя е сменена на такава от тип сух картер.
Шасито на Mondial полага основите за шаситата на бъдещите 2-местни Ферарита, чак до Ferrari 360, но 2+2 Mondial спира продукцията си след четири години и половина през 1993 г. Въпреки това T конфигурацията на двигателя и предавателната кутия, възприет от Формула 1 автомобилите на Ферари, продължава да се използва в модерните Ферарита със средно разположени V8 двигатели, макар и с по-сложни шасита. Новата конфигурация оставя отново двигателя и предавателната кутия монтирани на премахваща се подрама. Подрамата може да се отдели от купето от долната част на автомобила за поддръжка. Този процес е необходим за смяната на ангренажния ремък, правейки процесът скъп за собствениците. От друга страна съединителят вече бил разположен на място, от което може да бъде сменен лесно, евтино и дори сменен от самия собственик.
Моделът е значим за Ферари от гледна точка и на други технологии въведени за пръв път в техен автомобил. Mondial t е първият модел, използващ хидравлично подпомогнато управление (често наричано на български „серво на волана“), 3-позиционно електронно контролирано окачване за различни видове комфорт и поведение на пътя. Моделът стандартно идва и с ABS.
Mondial t представя най-много променената итерация на линията от модели Mondial от гледна точка на производителността и управлението на модела от представянето му през 1980 г. Предните модели Mondial рядко оправдавали доста по-високата си цена от тази на други подобни автомобили. Заради слабите си характеристики и високата си цена, критицете оценили слабо модела. Mondial t предложил значително по-добро представяне, запазвайки конфигурацията си от средно разположен двигател и практичност и е получил доста по-добри мнения от критиците. Освен това Mondial t има и две използваеми задни седалки.
Въпреки повече от десетилетие в производство и множество от обновления през този период, последните модели на Mondial тежат по-малко от по-ранните. Принципно обновленията на даден модел го правят по-тежък и добавят доста допълнителна маса.
Ferrari не са произвеждали автомобил с конфигурация 2+2 и средно разположен двигател след Mondial, оставяки 2+2 конфигурацията за по-класическите конфигурации с предно разположен двигател, започвайки от Ferrari 456 през 1992 г. Към 2012 г. Ferrari FF с V12 двигател заедно с Ferrari California с V8 двигател са единствените модели на компанията с 4-местни купета, но и двата модела са с предно разположени двигатели, оставяйки Mondial t като последния модерен 4-местен модел на Ferrari със средно разположен двигател.

## PPG автомобил за безопасност
На базата на Mondial е направен автомобил за безопаснот за PPG Industries, който да използват за Световния Индикар шампионат. Сглобен от Ferrari, а дизайна е на института I.DE.A за цена от около един милион долара. Автомобилът е представен за сезон 1989 г. от шампионата Индикар на пистата Laguna Seca.
Един от екземплярите е бил предложен за продажба от аукционната къща Кристис по време на надпреварата за издръжливост „24 часа на Льо Ман“ през 2004 г. Екземплярът е продаден за 70 500 евро.